# شهر خاموش
شهر خاموش (به انگلیسی: Silent City) آلبومی بی‌کلام با آهنگسازی کیهان کلهر، موسیقی‌دان ایرانی، و بروکلین رایدر، کوارتت زهی آمریکایی است. این آلبوم در ژانر موسیقی کلاسیک و خاورمیانه‌ای در ۲۲ مرداد ۱۳۸۷ (۱۲ اوت ۲۰۰۸) به وسیلهٔ انتشارات موسیقی ورلد ویلج میوزیک در سطح بین‌المللی، و به وسیلهٔ انتشارات آوای خورشید در سطح ایران منتشر شد.
این آلبوم از ۴ قطعه که در مجموع ۵۳ دقیقه هستند، تشکیل شده است که قطعهٔ تقریباً ۳۰ دقیقه‌ایِ «شهر خاموش» به عنوان هستهٔ اصلی آلبوم شناخته می‌شود. ایدهٔ ابتدایی این مجموعه از سفارش دانشگاه هاروارد برای سازبندی و اجرای کوارتت زهی شکل گرفت و توسط کلهر و رایدر تصمیم بر اجرا و انتشار قطعات، تحت عنوان یک مجموعه به نام شهر خاموش گرفته شد.
این آلبوم در مجموع دیدگاه‌های مثبتی از جانب منتقدان دریافت کرد. کریستف رضاعی این آلبوم را تجربه‌ای موفق در زمینهٔ پیوند موسیقی شرقی و غربی خواند. نیویورک تایمز این مجموعه را «عبور کرده از منشور موسیقی خاورمیانه» دانسته و آل‌میوزیک ترکیب نوای کوارتت‌نوازی بروکلین رایدر با پیچیدگی ملودی کلهر را مسحورکننده خوانده است. شهر خاموش در جدول بهترین آلبوم‌های کلاسیک متقاطع بیلبورد به جایگاه هجدهم دست یافت و مجلهٔ موسیقی سانگ‌لاینز این مجموعه را به عنوان بهترین آلبوم بی‌کلام سال ۲۰۰۸ میلادی معرفی کرد.
این آلبوم بارها به صورت زنده در شهرهای اروپا و آمریکا مثل لندن، نیویورک، ویرجینیا، شیکاگو و مینیاپولیس به اجرا درآمده است که در اجراها یو-یو ما، نوازندهٔ ویولنسل چینی-آمریکایی نیز حضور داشته است.

## ایده و شکل‌گیری

### پیشینه و ایده
کیهان کلهر جرقهٔ شکل‌گیری این آلبوم را سفارش دانشگاه هاروارد برای ترکیب کوارتت زهی و بررسی شکل‌بندی و اجرای آن دانسته که نهایتاً منجر به خلق قطعهٔ «شهر خاموش» شد. وی در این‌باره اینگونه توضیح می‌دهد:
قطعهٔ اصلی اثر حاضر — شهر خاموش — در سال ۲۰۰۴، به سفارش دانشگاه هاروارد برای ترکیب کوارتت زهی نوشته و اجرا شد و بعد از نظر سازبندی و شکل اجرا بازبینی شد که ساز کنتر باس و سازهای کوبه‌ای به آن اضافه گردیده است. این قطعهٔ برای اولین بار در کارنگی هال نیویورک به وسیله همین نوازندگان اجرا شد و بعدها در کنسرت‌های دیگر. هدف ابتدایی در به‌وجود آمدن شهر خاموش ترکیب موسیقی بداهه و موسیقی از پیش‌نوشته‌شده در یک قطعهٔ موسیقی بود که تمام اعضای گروه بر اساس چهار چوب‌های مشخص‌شده در آن شرکت می‌کنند و در شکل‌گیری و صدا دهندگی نهایی به یک اندازه مؤثرند.

شیوهٔ نوشتار در سه قسمت اول، غیرمتعارف و نشانه‌ای است. در این شیوه هم نوازنده برداشت خود از نشانه‌ها را اجرا می‌کند و تنها فرم‌ها جهت کلی اجرا مشخص و توضیح داده شده است ولی عواملی چون سرعت ریتم و انتخاب ترکیب‌ها، دامنهٔ صوتی و زمان کشش یا سکوت‌ها در هنگام اجراء بر عهدهٔ نوازندگان است و طبیعتاً در هر اجرای متفاوت. قسمت دوم که در پی تکنوازی کمانچه بر اساس تم‌های کردی می‌آید، به روش معمول آهنگسازی و به شیوهٔ رایج نت نویسی شده است.
کلهر و بروکلین رایدر ابتدا زیر عنوان پروژه راه ابریشم یکدیگر را ملاقات کردند و سپس تصمیم بر ایجاد آلبومی گرفتند که در آن پیچیدگی‌های موسیقی سنتی ایرانی با ساده‌گرایی (مینیمالیسم) مدرن تلفیق شده باشد.

### شکل‌گیری قطعات
نیکولاس کوردز — نوازندهٔ ویولای آلبوم — در مصاحبه با نیویورک تایمز آغاز قطعهٔ «شهر خاموش» را بر پایهٔ بداهه‌نوازی دانسته و گفته است که در سفر سال ۲۰۰۴ خود به همراه کالین جاکوبسون به ایران، تحت آموزش بداهه‌نوازی قرار گرفتند. وی موفقیت گروه در همسان ساختن نوای کوارتت با اسلوب‌های موسیقی خاورمیانه را به دلیل تبحر کلهر در گروه‌نوازی موسیقی‌های میان فرهنگی دانسته است. تمام قطعات آلبوم در ژانویه ۲۰۰۷، در استودیو ضبط نوپ، واقع در ریور اج، نیوجرسی ضبط شده‌اند.

## موسیقی
ژانر اصلی این آلبوم موسیقی کلاسیک بین‌المللی‌ست که در کنار آن موسیقی خاورمیانه، سنتی ایرانی، کردی و موسیقی محلی خراسانی نیز به کار رفته‌اند. قطعهٔ نخست که آلبوم که نام آلبوم نیز از آن گرفته به یاد قربانیان شهر حلبچه که مورد حملهٔ شیمیایی رژیم وقت عراق قرار گرفته بود اجرا شده و نام آن نیز اشاره به همین رخداد دارد. کلهر دلیل این امر را عدم توجه کافی در زمان رخداد این فاجعه عنوان کرده است. این قطعه توسط کیهان کلهر آهنگسازی شده است که بیش ۳۰ دقیقه اثر را در بر می‌گیرد. قطعهٔ شماره دو آلبوم یعنی «ترقه» پیشتر در آلبوم شب، سکوت، کویر نیز اجرا شده بود و در این آلبوم سه‌تار و کوارتت زهی نیز به آن اضافه شدند. این قطعه توسط کیهان کلهر آهنگسازی شده است. قطعهٔ «پرواز» برگرفته از یک ملودی محلی شمال خراسان است و در آن از تم موسیقی کردی نیز استفاده شده است؛ سنتورنوازی و اجرای تمبک این قطعهٔ بر عهده سیامک آقایی بوده است؛ این قطعهٔ در آغاز به صورت مکاشفه شکل گرفته و سپس توسط کلهر تصمیم بر این شد که در این مجموعه قرار بگیرد. نام قطعهٔ چهارم و آخر آلبوم، «محبوبم! مگذار من دلسرد شوم»، از شعر یک نویسنده ترک سده ۱۶ میلادی از روی منظومه لیلی و مجنون دربارهٔ عاشقان بی‌طالع اخذ شده است. این قطعهٔ مهیج آمیزه‌ای از موسیقی قرون وسطایی ایتالیایی است که از منشور موسیقی خاورمیانه عبور کرده است
و توسط کالین جاکوبسون تنظیم شده است.

## انتشار
شهر خاموش در ۲۲ مرداد ۱۳۸۷ توسط انتشارات ورلد ویلیج میوزیک در سطح بین‌المللی منتشر شد. فروش این آلبوم هم به طریق فروش فیزیکی و هم از طریق آی‌تونز صورت گرفت. در سطح ایران انتشارات آوای آفتاب اقدام به انتشار این آلبوم کرد. در این آلبوم جای دو قطعهٔ «ترقه» و «شهر خاموش» در این نسخه با هم تغییر یافته‌اند و مدت زمان آن ۳ ثانیه از نسخه بین‌المللی کوتاه‌تر است.

## بازخوردها
آلبوم «شهر خاموش» یکی از تجربه‌های موفقی‌ست که در زمینه پیوند موسیقی شرق و غرب صورت گرفته است. از نظر رنگ‌آمیزی تعادل خوبی دارد، آنسامبل زهی بسیار خوب کار کرده است و هارمونی‌ها هم با این که ساده‌اند، ولی اتفاقاتی در آن‌ها می‌افتد که برای من خیلی جالب است. این آلبوم برای من یک سیر است، یک حرکت پیوسته و ممتد که هر قطعه‌اش به قطعه‌های دیگر مربوط است. با این همه قطعهٔ «شهر خاموش» و قطعهٔ آخر آلبوم را بیشتر از بقیه دوست داشتم.

کریستف رضاعی، 
کلهر دربارهٔ تفاوت شهر خاموش با آثار مشابه چنین می‌گوید:
امروزه با وجود همه همکاری‌های موسیقایی و موسیقی تلفیقی، واضح است که اجراکنندگان واقعاً فرهنگ یکدیگر را به درستی نمی‌شناسند.
کریستف رضاعی، موسیقی‌دان ایرانی‌–فرانسوی در تحلیلی در ماهنامهٔ نسیم هراز از نحوهٔ نگاه کلهر به تلفیق موسیقی غربی و شرقی تمجید کرده و بداهه‌نوازی‌های به کار رفته در این مجموعه را جزء اصالت‌های موسیقی ایرانی دانسته است. وی قطعات این آلبوم را بهم پیوسته دانسته و تلفیق فرهنگ و موسیقی‌های متفاوت در این آلبوم را باعث شکوفایی و نمایان شدن اصالت‌ها می‌خواند. عزت‌الله الوندی، نویسنده و شاعر، شهر خاموش را یک کرشندو (افزودن ذره ذرهٔ شدت صدا) مدرن می‌خواند که با سکوت آغاز می‌شود سپس پچ‌پچ و در آخر با همهمه سازها اوج می‌گیرد. وی از این آلبوم به عنوان موسیقی تاریک، مبهم و رازآلود و همچنین آبستن اتفاقی تلخ یاد می‌کند که حاصل برداشت گروه ایرانی و آمریکایی اجراکننده از نشانه‌های نوشته شده و پیاده‌سازی آنها بر روی ساز است. او همچنین قطعهٔ شهر خاموش را روایتی ۲۹ دقیقه‌ای از یک فاجعه می‌خواند که فضای هول و هراس و همچنین فضایی غمبار را به خواننده القاء می‌کند.
ویوین شویتزر از نیویورک تایمز بداهه‌نوازی را خاصیت جدانشدنی موسیقی اصیل ایرانی خوانده که گروه بروکلین رایدر نیز تمام توانایی‌هایش را برای تعامل با کلهر در این زمینه به کار بست. این روزنامه همچنین قطعهٔ آخر آلبوم یعنی «محبوب من، نگذار دلسرد شوم» (در انتظار باران) را قطعهٔ ای جذاب برگرفته از یک ملودی قرن ۱۴ ایتالیا دانسته که نشان‌دهنده عبور این آلبوم از منشور موسیقی خاورمیانه دانسته است. شویتزر قسمت کمانچه‌نوازی قطعهٔ «شهر خاموش» را به ماتم و زاری کودکان تشبیه کرده و این قطعهٔ را همچون زمزمه‌ای در یک مخروبه پر گرد و خاک می‌خواند که ویرانه‌های بمباران را تداعی می‌کند. پت سالیوان از آل‌میوزیک این آلبوم را مجموعه‌ای تکان‌دهنده و خاطره‌انگیز متشکل از حکایت فولکلور ایرانی و همچنین مرثیه‌ای برای شهر کردنشین حلبچه که توسط صدام حسین ویران گشت دانسته است. سالیوان ترکیب نوای کوارتت‌نوازی بروکلین رایدر با پیچیدگی ملودی کلهر را مسحورکننده خوانده است. پیچفورک مدیا به شهر خاموش امتیاز ۷٫۶/۱۰ داد و آن را اثری با کیفیت مطلوب توصیف کرده که جریان فرهنگی جاری در آن که به دلیل همکاری هنرمندانی از ملل مختلف شکل گرفته است آن را به یک اثر لذت‌بخش برای شنونده تبدیل می‌کند.
آلبوم شهر خاموش در بخش بهترین آلبوم‌های کلاسیک متقاطع جدول موسیقی بیلبورد در جایگاه هجدهم قرار گرفت. همچنین مجله موسیقی سانگ‌لاینز این مجموعه را به عنوان بهترین آلبوم بی‌کلام سال ۲۰۰۸ میلادی معرفی کرد.

## اجراهای زنده
نخستین اجرای زنده شهر خاموش در کارنگی هال منهتن نیویورک و با حضور نوازندگان اصلی صورت گرفت. همچنین وی در اوت ۲۰۱۲، در مینیاپولیس ایالت مینه‌سوتا به همراه بروکلین رایدر به اجرای شهر خاموش پرداخته است. در ژوئیه ۲۰۱۳ کلهر و رایدر مجدداً به اجرای قطعاتی از این آلبوم در شهر نیویورک پرداختند. در ۲۵ فوریهٔ ۲۰۰۶، کلهر به همراه نوازندهٔ ویولنسل چینی–آمریکایی یو-یو ما، به اجرای اثر شهر خاموش در دانشگاه‌های شیکاگو، ویرجینیا و چند شهر دیگر آمریکا پرداخت. در مارس ۲۰۱۱، گزیده‌ای از قطعهٔ «شهر خاموش» به همراه گروه پروژه راه ابریشم در دانشگاه هاروارد واقع در ماساچوست به اجرا درآمد. همچنین کلهر با اعضای پروژه، در دیویس، کالیفرنیا نیز به اجرای این مجموعه پرداخت. از ۷ تا ۱۳ فوریهٔ ۲۰۱۱ کلهر به همراه رایدر به اجرای اثر شهر خاموش در جشنواره موسیقی ساحل لاگونا در شهرستان اورنج، کالیفرنیا پرداخته‌اند.
در خارج از ایالات متحده، کلهر در تور اروپایی خود، که از آوریل ۲۰۱۳ از اتریش آغاز شده بود به همراه بروکلین رایدر و گروهش به اجرای این مجموعه در نوریچ، شبکه سه رادیو بی‌بی‌سی و تالار باربیکن لندن پرداخت.

## قطعات
| شهر خاموش  | شهر خاموش                                   | شهر خاموش |
| شماره      | نام                                         | مدت       |
| ---------- | ------------------------------------------- | --------- |
| ۱.         | «شهر خاموش»                                 | ۲۹:۰۹     |
| ۲.         | «ترقه»                                      | ۶:۵۴      |
| ۳.         | «پرواز»                                     | ۶:۲۳      |
| ۴.         | «در انتظار باران/محبوب من، مگذار دلسرد شوم» | ۱۰:۳۴     |
| مجموع مدت: | مجموع مدت:                                  | ۵۲:۵۹     |

## دست‌اندرکاران
| - کیهان کلهر: کمانچه و سه‌تار - کالین جاکوبسن: ویولن - جانی گندلزمن: ویولن - نیکولاس کوردز: ویولا - اریک جاکوبسن: ویولنسل - جفری بیچر: کنترباس | - مارک سوتر: سازهای کوبه‌ای - سیامک آقایی: سنتور و تمبک - علی بوستان: طراح جلد - آمبر داراک: عکاس - جودی الف: صدابردار - کیهان کلهر، جودی الف: میکس و مسترینگ |

## جدول‌های موسیقی
| سال  | جدول                                  | جایگاه |
| ---- | ------------------------------------- | ------ |
| ۲۰۰۹ | بهترین آلبوم‌های کلاسیک متقاطع بیلبورد | ۱۸     |